# Ced 214
Ced 214 (également connue sous le nom de Sh2-171) est une grande nébuleuse en émission visible dans la constellation de Céphée.
Il s'agit d'une vaste région nébuleuse liée à l'association stellaire Cepheus OB4 et illuminée par les étoiles de l'amas ouvert Berkeley 59. Des processus vigoureux de formation d'étoiles sont actifs à l'intérieur, générant des étoiles de faible masse.

## Observation
La zone du ciel dans laquelle ce système de nébuleuses est observé est située dans la partie orientale de la constellation de Céphée, à environ 8° au nord de l'étoile brillante Caph, dans une partie de la Voie lactée fortement obscurcie par la poussière interstellaire et les nébuleuses obscures. Dans sa direction, HD 225216 peut être observée, une étoile orange de magnitude apparente 5,68, qui n'est cependant pas liée à la nébuleuse se trouvant au premier plan. Sous un ciel très sombre et à l'aide de filtres, il est possible de voir quelques détails vagues de la nébuleuse, en particulier avec des instruments de grand diamètre et en utilisant des grossissements très faibles en raison de la grande taille de l'objet. En photographie, au contraire, le système devient très évident. La partie nord du complexe est connue sous le nom de NGC 7822.
La déclinaison de l'association est fortement septentrionale, favorisant son observation depuis l'hémisphère nord, où elle apparaît circumpolaire jusqu'aux basses latitudes. De l'hémisphère sud, la période d'observation est donc très limitée et aussi les zones dans lesquelles elle est visible sont limitées à la ceinture tropicale. Les mois propices à son observation dans le ciel du soir se situent entre juillet et décembre.

## Caractéristiques
Sh2-171 est une grande région H II liée à Cepheus OB4, l'une des associations OB brillantes faisant partie du système de formation d'étoiles à arc visible dans la constellation de Céphée et faisant partie du bras d'Orion. Sa distance est d'environ 840 pc (∼2 740 al) du système solaire. Au centre de la nébuleuse se trouve le jeune amas ouvert Berkeley 59, contenant neuf étoiles bleues avec des classes spectrales entre O7 et B3, parmi lesquelles BD+66 1673 se démarque, une des étoiles les plus chaudes située dans un rayon de 1 000 parsecs du Soleil. C'est une binaire à éclipses (avec les initiales V747 Cephei) dont l'étoile primaire, de classe O5V, a une température de surface de 45 000 K et une luminosité de 100 000 L☉. Le rayonnement ultraviolet intense de ces étoiles est responsable de l'ionisation des gaz de toute la nébuleuse et produit un front d'ionisation qui s'étend à la surface de deux nuages moléculaires denses, identifiés par leurs émissions de CO. La compression qui varie déstabilise l'équilibre des nuages, les faisant s'effondrer en plusieurs endroits. Pour cette raison, le complexe Ced 214 est un théâtre important pour l'étude des processus de formation d'étoiles de faible masse stimulées par l'action d'étoiles de forte masse proches.
Dans la région de l'amas Berkeley 59, 48 étoiles à émission Hα ont été identifiées, ainsi que quatre jeunes objets stellaires émettant dans le proche infrarouge, signe qu'ils sont encore profondément enveloppés dans le nuage à partir duquel ils se forment ; alors que l'âge des étoiles massives de l'amas est compris entre 1 et 2 millions d'années au plus, celui des jeunes objets stellaires est inférieur à 1 million d'années, à l'exception d'une seule étoile. Même plus de 30 % des étoiles Hα ont des émissions infrarouges excessives, ce qui indique que leur disque circumstellaire ne s'est pas encore dissous.
Aux abords de l'amas, deux amas ont été identifiés, appelés C1 et C2 (de l'anglais clump). Le premier contient un nuage dense à bords brillants (bright-rimmed cloud, BRC) dans lequel les processus de formation d'étoiles sont causés par l'onde de choc issue de l'effondrement du front d'ionisation. Dans les deux clusters, il y a à la place des émissions infrarouges, également cataloguées par l'IRAS,. La masse des étoiles jeunes en formation est généralement comprise entre 0,8 et 3 M☉, même si les composantes situées dans la région centrale de Berkeley 59 tendent à être en moyenne les plus massives, six d'entre elles ont une masse supérieure à 2 M☉. En revanche, dans la partie la plus à l'ouest du complexe, il n'y a qu'une seule étoile de masse supérieure à 2 M☉.
Le catalogue Avedisova associe quatorze sources infrarouges cataloguées par l'IRAS au système Ced 214, dont une coïncide avec l'étoile variable V510 Cassiopeiae et une avec l'étoile variable V512 Cassiopeiae.